# Cristian Borja
Cristian Alexis Borja González (Cali, 18 februari 1993) is een Colombiaans voetballer die doorgaans speelt als linksback. In juli 2024 verruilde hij SC Braga voor Club América. Borja maakte in 2018 zijn debuut in het Colombiaans voetbalelftal.

## Clubcarrière
Borja speelde in de jeugdopleiding van Cortuluá en maakte ook zijn debuut bij die club. Op 31 januari 2015 mocht hij van coach Jaime de la Pava tegen Envigado negen minuten na rust als invaller voor Jerry Ortiz het veld betreden. De wedstrijd eindigde door treffers van Juan Camilo Saiz en Miguel Ángel Medina in 1–1. Zijn eerste professionele doelpunt maakte de linksback op 26 september 2015, in eigen huis tegen Deportivo Cali. Door twee doelpunten van Mateo Cassierra ging de wedstrijd wel met 1–2 verloren. In januari 2016 werd Borja voor anderhalf jaar gehuurd door Santa Fe. Na zijn terugkeer bij Deportivo Cortuluá speelde hij nog dertien wedstrijden voor die club, alvorens Deportivo Toluca hem overnam.
In januari 2019 nam Sporting CP de Colombiaan over voor circa drie miljoen euro. In Portugal zette Borja zijn handtekening onder een verbintenis voor de duur van vijfenhalf jaar. Twee jaar na zijn komst naar Portugal, nam SC Braga hem over. In de zomer van 2021 werd Borja voor een seizoen verhuurd aan Alanyaspor. Na deze verhuurperiode keerde hij terug en in het seizoen 2023/24 had hij grotendeels een basisplaats bij Braga. Borja verkaste in de zomer van 2024 transfervrij naar Club América.

## Clubstatistieken
| Seizoen | Club             | Competitie       | Competitie | Competitie | Beker | Beker | Internationaal | Internationaal | Totaal | Totaal |
| Seizoen | Club             | Competitie       | Wed.       | Dlp.       | Wed.  | Dlp.  | Wed.           | Dlp.           | Wed.   | Dlp.   |
| ------- | ---------------- | ---------------- | ---------- | ---------- | ----- | ----- | -------------- | -------------- | ------ | ------ |
| 2015    | Cortuluá         | Primera A        | 35         | 1          | 3     | 0     | —              | —              | 38     | 1      |
| 2016    | → Santa Fe       | Primera A        | 22         | 0          | 2     | 0     | 5              | 0              | 29     | 0      |
| 2017    | → Santa Fe       | Primera A        | 6          | 0          | 0     | 0     | —              | —              | 6      | 0      |
| 2017    | Cortuluá         | Primera A        | 13         | 1          | 0     | 0     | —              | —              | 13     | 1      |
| 2017/18 | Deportivo Toluca | Primera División | 19         | 1          | 3     | 0     | —              | —              | 22     | 1      |
| 2018/19 | Deportivo Toluca | Primera División | 18         | 0          | 1     | 0     | —              | —              | 19     | 0      |
| 2018/19 | Sporting CP      | Primeira Liga    | 11         | 0          | 2     | 0     | 1              | 0              | 14     | 0      |
| 2019/20 | Sporting CP      | Primeira Liga    | 23         | 1          | 2     | 0     | 4              | 0              | 29     | 1      |
| 2020/21 | Sporting CP      | Primeira Liga    | 2          | 0          | 5     | 0     | 0              | 0              | 7      | 0      |
| 2020/21 | SC Braga         | Primeira Liga    | 13         | 1          | 2     | 0     | 2              | 0              | 17     | 1      |
| 2021/22 | → Alanyaspor     | Süper Lig        | 28         | 1          | 5     | 0     | —              | —              | 33     | 1      |
| 2022/23 | SC Braga         | Primeira Liga    | 14         | 0          | 6     | 0     | 3              | 0              | 23     | 0      |
| 2023/24 | SC Braga         | Primeira Liga    | 30         | 1          | 4     | 0     | 9              | 0              | 43     | 1      |
| 2024/25 | Club América     | Liga MX          | 0          | 0          | 0     | 0     | 0              | 0              | 0      | 0      |
| Totaal  | Totaal           | Totaal           | 234        | 7          | 35    | 0     | 24             | 0              | 293    | 7      |

Bijgewerkt op 22 juli 2024.

## Interlandcarrière
Borja maakte zijn debuut in het Colombiaans voetbalelftal op 7 september 2018. Op die dag werd een vriendschappelijke wedstrijd tegen Venezuela met 1–2 gewonnen. Darwin Machís zette Venezuela op voorsprong, maar Colombia won door treffers van Radamel Falcao en Yimmi Chará. Borja mocht van interimbondscoach Arturo Reyes in de basis beginnen en hij speelde de gehele wedstrijd. De andere debutanten dit duel waren Alfredo Morelos (Rangers), Sebastián Villa (Deportes Tolima) en Jorman Campuzano (Atlético Nacional).
| Interlands van Cristian Borja voor Colombia | Interlands van Cristian Borja voor Colombia | Interlands van Cristian Borja voor Colombia | Interlands van Cristian Borja voor Colombia | Interlands van Cristian Borja voor Colombia | Interlands van Cristian Borja voor Colombia |
| №                                           | Datum                                       | Wedstrijd                                   | Uitslag                                     | Competitie                                  | Goals                                       |
| Als speler bij Deportivo Toluca             | Als speler bij Deportivo Toluca             | Als speler bij Deportivo Toluca             | Als speler bij Deportivo Toluca             | Als speler bij Deportivo Toluca             | Als speler bij Deportivo Toluca             |
| ------------------------------------------- | ------------------------------------------- | ------------------------------------------- | ------------------------------------------- | ------------------------------------------- | ------------------------------------------- |
| 1                                           | 7 september 2018                            | Venezuela – Colombia                        | 1 – 2                                       | Vriendschappelijk                           |                                             |
| 2                                           | 16 oktober 2018                             | Colombia – Costa Rica                       | 3 – 1                                       | Vriendschappelijk                           |                                             |
| Als speler bij Sporting CP                  |                                             |                                             |                                             |                                             |                                             |
| 3                                           | 26 maart 2019                               | Zuid-Korea – Colombia                       | 2 – 1                                       | Vriendschappelijk                           |                                             |
| 4                                           | 23 juni 2019                                | Colombia – Paraguay                         | 1 – 0                                       | Copa América 2019                           |                                             |
| 5                                           | 10 september 2019                           | Colombia – Venezuela                        | 0 – 0                                       | Vriendschappelijk                           |                                             |
| Als speler bij SC Braga                     |                                             |                                             |                                             |                                             |                                             |
| 6                                           | 16 november 2023                            | Colombia – Brazilië                         | 2 – 1                                       | WK 2026 kwalificatie                        |                                             |
| 7                                           | 21 november 2023                            | Paraguay – Colombia                         | 0 – 1                                       | WK 2026 kwalificatie                        |                                             |

Bijgewerkt op 22 juli 2024.

## Erelijst
| Competitie       |          |               |          |          |
| Competitie       | Aantal   | Jaren         |          |          |
| Santa Fe         | Santa Fe | Santa Fe      | Santa Fe | Santa Fe |
| ---------------- | -------- | ------------- | -------- | -------- |
| Primera A        | 1        | 2016 Clausura |          |          |
| Sporting CP      |          |               |          |          |
| Taça de Portugal | 1        | 2018/19       |          |          |
| SC Braga         |          |               |          |          |
| Taça de Portugal | 1        | 2020/21       |          |          |
| Taça da Liga     | 1        | 2020/21       |          |          |

## Persoonlijk
Het huis van Borja werd op 1 juni 2018 aangevallen door gewapende mannen. Tijdens de aanval bleef hij zelf ongedeerd, maar Alejandro Peñaranda werd gedood en Heisen Izquierdo raakte zwaargewond. Peñaranda en Izquierdo speelden op dat moment voor Deportivo Cortuluá.